# Арад (окръг)
Вижте пояснителната страница за други значения на Арад.
Окръг Арад e окръг в историческата област Трансилвания в Румъния.

## Градове
Административен център:
- Арад

Градове:
- Кишинеу-Криш (Нъдаб)
- Куртич
- Инеу (Мокря)
- Липова (Липово, Радна, Шоймош)
- Надлак
- Пънкота (Мадерат)
- Печика (Бодрогу Веки, Седерхат, Турну)
- Сънтана (Капорал Алекса, Комлауш)
- Себиш (Дрончени, Прунишор, Сълъжени)